# エピナール
エピナール（Épinard、1920年 - 1942年頃）は、フランスのサラブレッドの競走馬、種牡馬。フランス国内で無類の強さを誇ったのち、大西洋を渡ってアメリカ合衆国にも遠征した。馬名はフランス語でホウレンソウを意味する。

## 経歴

### ヨーロッパ時代
エピナールは、フランスの実業家ピエール・ヴェルテメールが生産したサラブレッドの牡馬である。母エパインブランシュはアメリカで種付けを行われ、フランスに送られてからエピナールを産んでいる。 
エピナールは2歳時にデビューし、ドーヴィル競馬場のヤコウレフ賞（芝1000メートル）でデビュー戦勝ちを収めた。このほかグランクリテリウム（ロンシャン・芝1600メートル）、フォレ賞（ロンシャン・芝1600メートル）、クリテリウム・ド・メゾンラフィット（メゾンラフィット・芝1500メートル）、コトー賞（シャンティイ・芝1000メートル）と2歳戦の主要競走を総なめにし、1922年の最優秀2歳牡馬に選出された。
3歳時はイスパーン賞（ロンシャン・芝1850メートル）やグロシェーヌ賞（シャンティイ・芝1000メートル）で勝ち星を挙げている。その後エピナールはイギリスに渡り、グッドウッド競馬場でのスチュワードカップ（芝6ハロン）に出走、ここでファロスなどを含む強豪を破って優勝した。続いてケンブリッジシャーハンデキャップ（ニューマーケット・芝9ハロン）にも出走したが、ハンデキャップが重かったこともあって、勝ち馬ヴァーディクトのクビ差2着に敗れた。
その後4歳時にはサーギャラハッドとサンクルー競馬場でマッチレース（芝1300メートル）を行ったが、当日は脚の痛みを押しての出走で、短首差で敗れている。

### アメリカ遠征
1923年10月、エプソムダービー優勝馬であるパパイラスが大西洋を横断してアメリカに渡り、ケンタッキーダービー優勝馬であるゼヴを相手に史上初の英米ダービー馬同士によるマッチレースが開催された。この催しは興行的成功を収め、翌年再び海外馬をアメリカに招聘することが検討されていた。ここで白羽の矢が立ったのがエピナールで、アメリカ側の競馬関係者のオーガスト・ベルモント2世やジェームズ・シェブリン、マット・ウィンらとの交渉の後、ヴェルテメールはこれを承諾、「インターナショナルスペシャル」と銘打たれた3つの特別競走にエピナールを参加させた。
エピナールはキュナード・ラインの船で輸送され、ニューヨークの港に到着した。インターナショナルスペシャルはニューヨークのベルモントパーク競馬場とアケダクト競馬場、ケンタッキー州のラトニア競馬場で開催された。
エピナールにとって初のダートコースでの競馬であったが、それでもエピナールはインターナショナルスペシャルの3競走すべてで2着に入った。その後アメリカ国内でローレルステークスに出走、ここで5着に敗れたのを最後に引退した。勝利こそなかったものの、インターナショナルスペシャル3競走の健闘を称えられ、エピナールは同年のアメリカ最優秀古牡馬に選出された。

## 種牡馬入り後
エピナールは4歳シーズンののちにアメリカで種牡馬入りした。種牡馬入りから2年後にフランスに戻り、1930年にアメリカで一時的に種牡馬活動したのちにフランスへと戻った。
エピナールは種牡馬としてはあまり成功せず、『Sires and Dams of Stakes Winners 1925-1985』によればエピナールの産駒はアメリカとヨーロッパで合計27頭のステークス勝ち馬を出したとある。代表産駒にはEpithet（ホープフルステークス）、Rentenmark（ガネー賞）などがいる。
エピナールは第二次世界大戦においてフランスが占領された際にドイツ軍に接収され、馬車馬として使用され、1942年頃に死亡したとされる。一方で、競馬歴史家のジョン・ハーヴェイは異なる見解を示しており、エピナールは1940年にダンケルクの海岸で死亡したとしている。

## 血統表
| エピナールの血統                    | エピナールの血統                              | エピナールの血統                              | （血統表の出典）                              | （血統表の出典） |
| 父系                                | ヘロド系                                      | ヘロド系                                      | ヘロド系                                      | [ § 2 ]          |
| 父 Badajoz フランス 栗毛 1907       | 父の父Gost フランス 栗毛 1898                 | Callistrate                                   | Cambyse                                       | Cambyse          |
| 父 Badajoz フランス 栗毛 1907       | 父の父Gost フランス 栗毛 1898                 | Callistrate                                   | Citronelle                                    |                  |
| 父 Badajoz フランス 栗毛 1907       | 父の父Gost フランス 栗毛 1898                 | Georgina                                      | Trocadero                                     | Trocadero        |
| 父 Badajoz フランス 栗毛 1907       | 父の父Gost フランス 栗毛 1898                 | Georgina                                      | Gladia                                        |                  |
| 父 Badajoz フランス 栗毛 1907       | 父の母Selected イギリス 鹿毛 1896             | Raeburn                                       | St. Simon                                     | St. Simon        |
| 父 Badajoz フランス 栗毛 1907       | 父の母Selected イギリス 鹿毛 1896             | Raeburn                                       | Mowerina                                      |                  |
| 父 Badajoz フランス 栗毛 1907       | 父の母Selected イギリス 鹿毛 1896             | Il Segreto                                    | Chevron                                       | Chevron          |
| 父 Badajoz フランス 栗毛 1907       | 父の母Selected イギリス 鹿毛 1896             | Il Segreto                                    | Nameless                                      |                  |
| 母 Epine Blanche フランス 栗毛 1913 | 母の父Rock Sand イギリス 黒鹿毛 1900          | Sainfoin                                      | Springfield                                   | Springfield      |
| 母 Epine Blanche フランス 栗毛 1913 | 母の父Rock Sand イギリス 黒鹿毛 1900          | Sainfoin                                      | Sanda                                         |                  |
| 母 Epine Blanche フランス 栗毛 1913 | 母の父Rock Sand イギリス 黒鹿毛 1900          | Roquebrune                                    | St. Simon                                     | St. Simon        |
| 母 Epine Blanche フランス 栗毛 1913 | 母の父Rock Sand イギリス 黒鹿毛 1900          | Roquebrune                                    | St. Marguerite                                |                  |
| 母 Epine Blanche フランス 栗毛 1913 | 母の母White Thorn アメリカ 栗毛 1904          | Nasturtium                                    | Watercress                                    | Watercress       |
| 母 Epine Blanche フランス 栗毛 1913 | 母の母White Thorn アメリカ 栗毛 1904          | Nasturtium                                    | Margerique                                    |                  |
| 母 Epine Blanche フランス 栗毛 1913 | 母の母White Thorn アメリカ 栗毛 1904          | Thorn Blossom                                 | Martenhurst                                   | Martenhurst      |
| 母 Epine Blanche フランス 栗毛 1913 | 母の母White Thorn アメリカ 栗毛 1904          | Thorn Blossom                                 | Eye Sweet                                     |                  |
| 母系(F-No.)                         | (FN:4-i)                                      | (FN:4-i)                                      | (FN:4-i)                                      | [ § 3 ]          |
| 5代内の近親交配                     | St. Simon 4x4, Springfield 4x5, Galopin 5x5x5 | St. Simon 4x4, Springfield 4x5, Galopin 5x5x5 | St. Simon 4x4, Springfield 4x5, Galopin 5x5x5 | [ § 4 ]          |
| 出典                                | 1. 2. 3. 4.                                   | 1. 2. 3. 4.                                   | 1. 2. 3. 4.                                   | 1. 2. 3. 4.      |